# Szenet

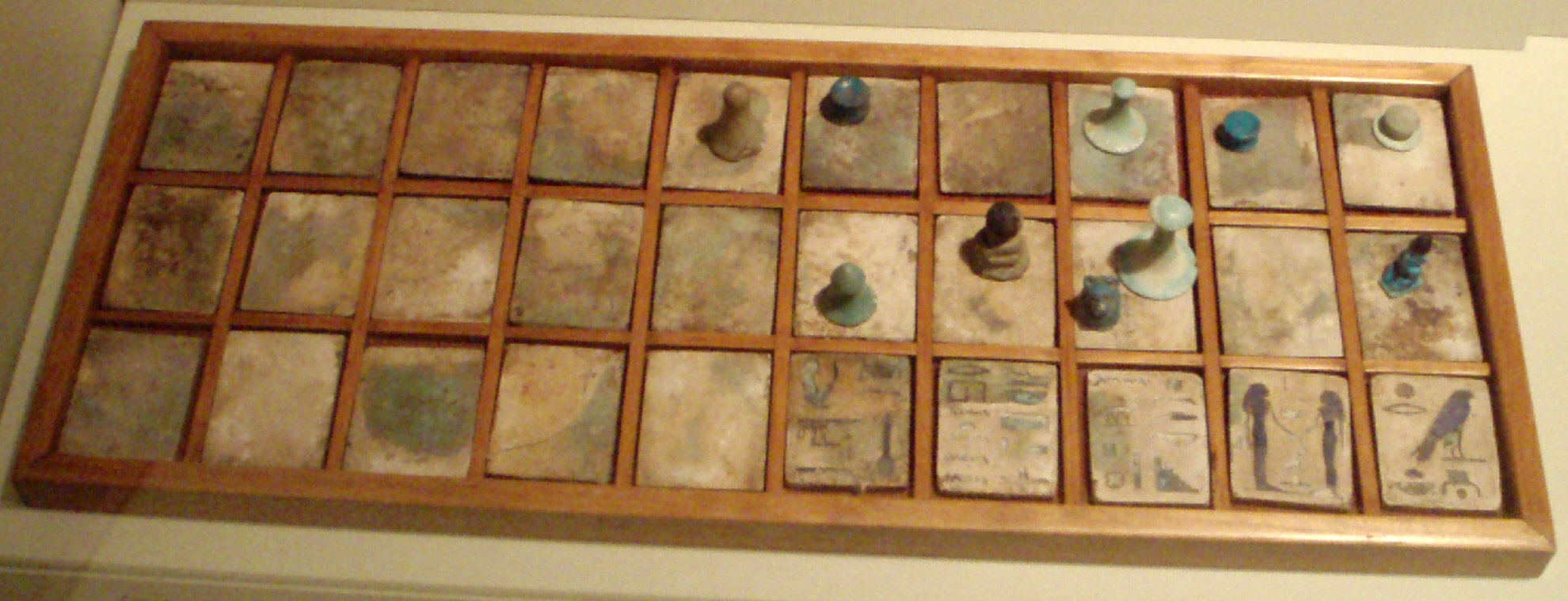
Ókori egyiptomi szenettábla

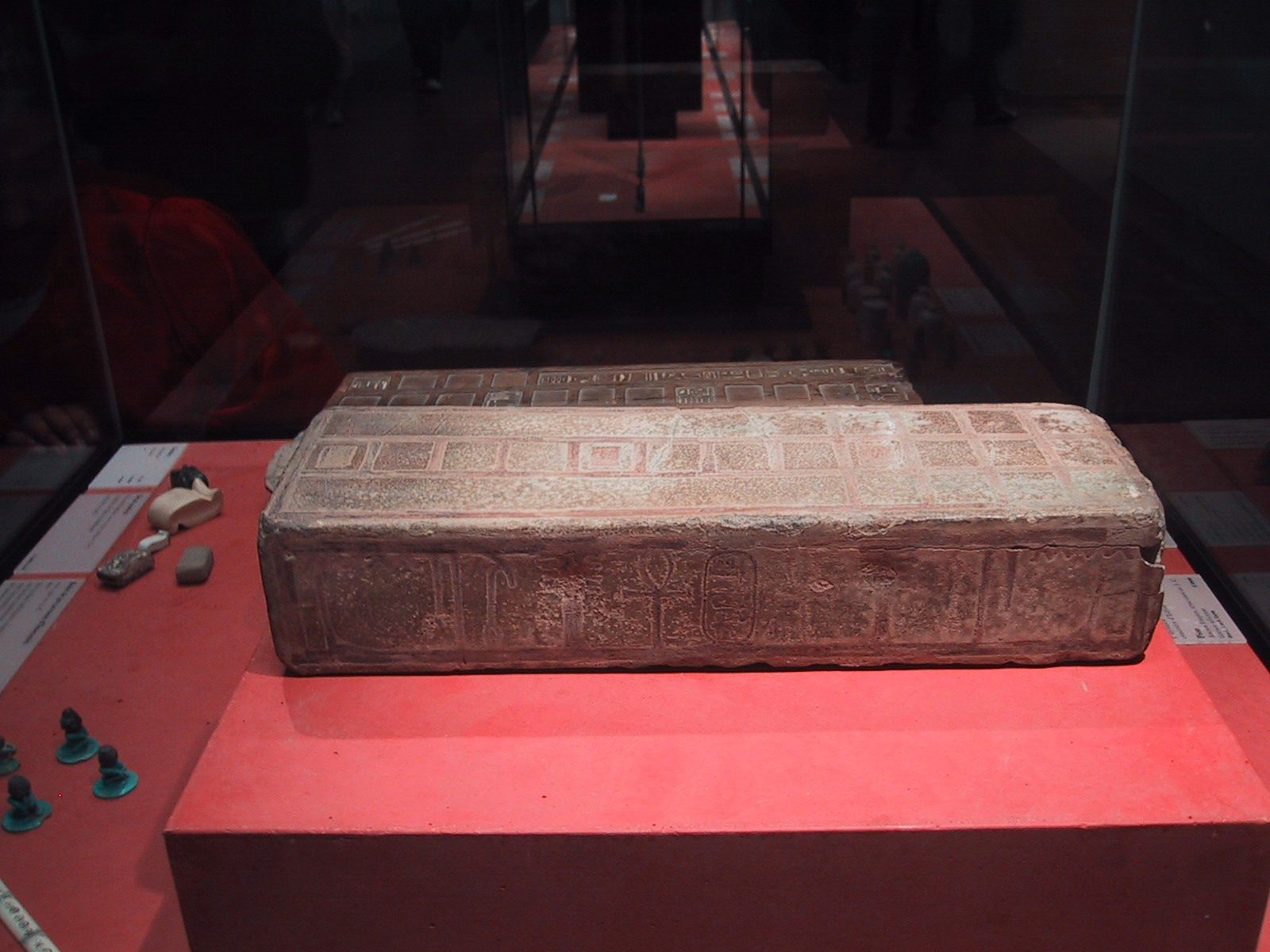
Hatsepszut nevével ellátott szenet

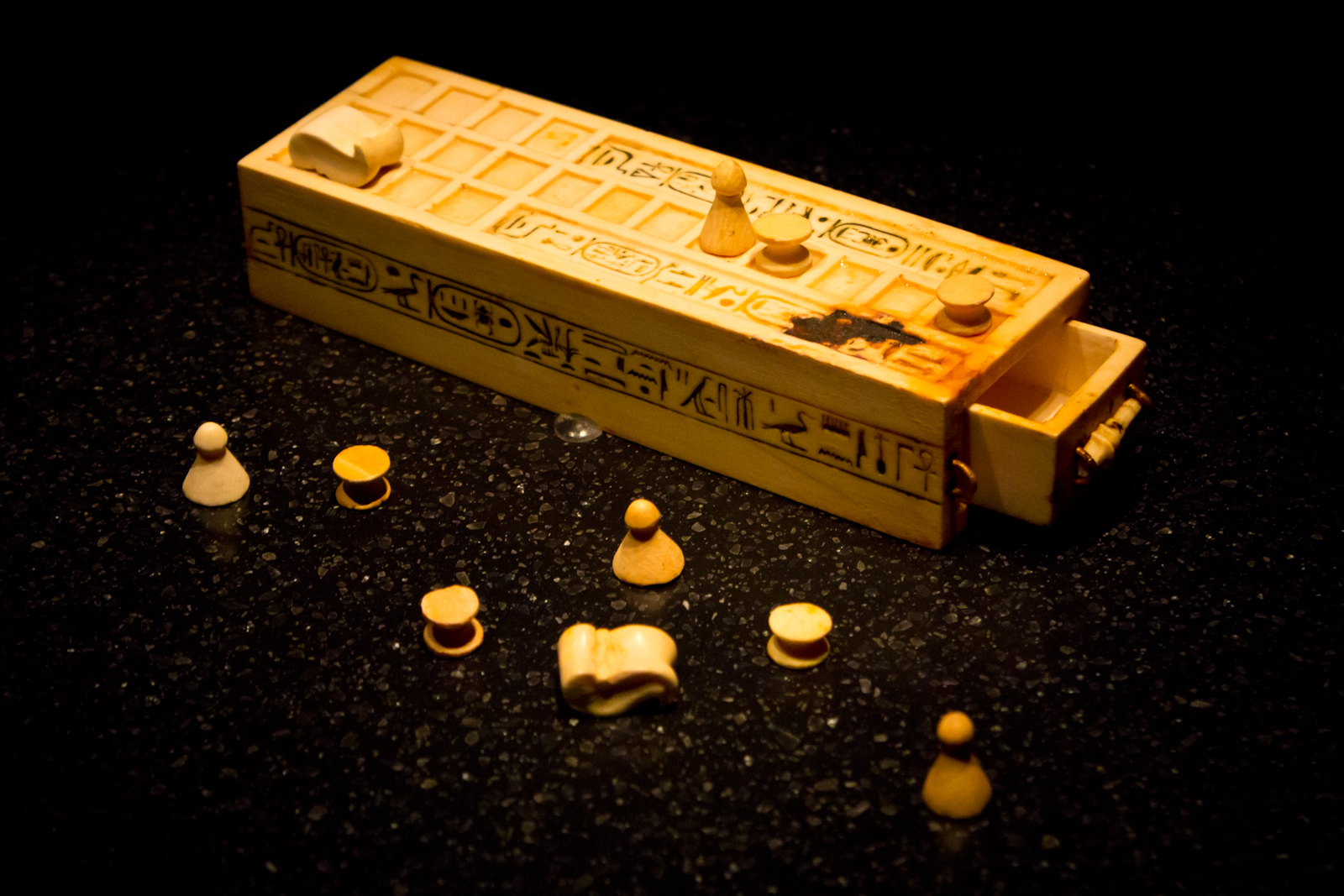
Szenet Tutanhamon sírjából (KV62)

A szenet ókori egyiptomi táblás játék; a legrégebbi fennmaradt hasonló játék a világon. Már i. e. 3500 körül említik, utolsó ókori egyiptomi említése az i. sz. 3. századból való.
A játék rövid neve (tudományos átírással zn.t, később sn.t vagy snỉ.t) átkelést, áthaladást jelent. A szenet eleinte egyszerűbb változatokban tűnt fel; az újbirodalom idején azonban bonyolultabbá vált és vallási jelentőségre is szert tett.

## Kellékei
A tábla egy háromszor tíz négyszögre felosztott téglalap, melyet a bábuknak feltehetőleg nyújtott S alakzatban kellett bejárniuk. A legtöbb négyszög üres volt, de némelyikre hieroglifákat írtak, ennek feltehetőleg szerepe volt a játékban, Kétféle bábu tartozott hozzá, az Óbirodalom idején mindegyikből hét, az Újbirodalomban öt.
A dobókocka elődjei, a dobópálcák határozták meg a lépéseket. Dobópálcát több más játékhoz is használtak. A pálcák, melyekből négy kellett egy játékhoz, laposak voltak, egyik oldaluk fehérre festve. A négy pálcát egyszerre dobták el.
A ma múzeumokban őrzött több mint 120 szenettábla három változatban fordul elő: fából, kőből vagy kerámiából készült keskeny lap; más célból készült tárgyakra felvázolt rajz, illetve finom kidolgozású fa-, kő- vagy kerámiadoboz, melynek fiókja is volt a bábuk és a dobópálcák tárolására (az Újbirodalom korából).
Az Újbirodalomból maradtak fenn olyan táblák is, melyeknek másik oldalára egy másik táblás játék, a tjau tábláját rajzolták.

## Játékmenet

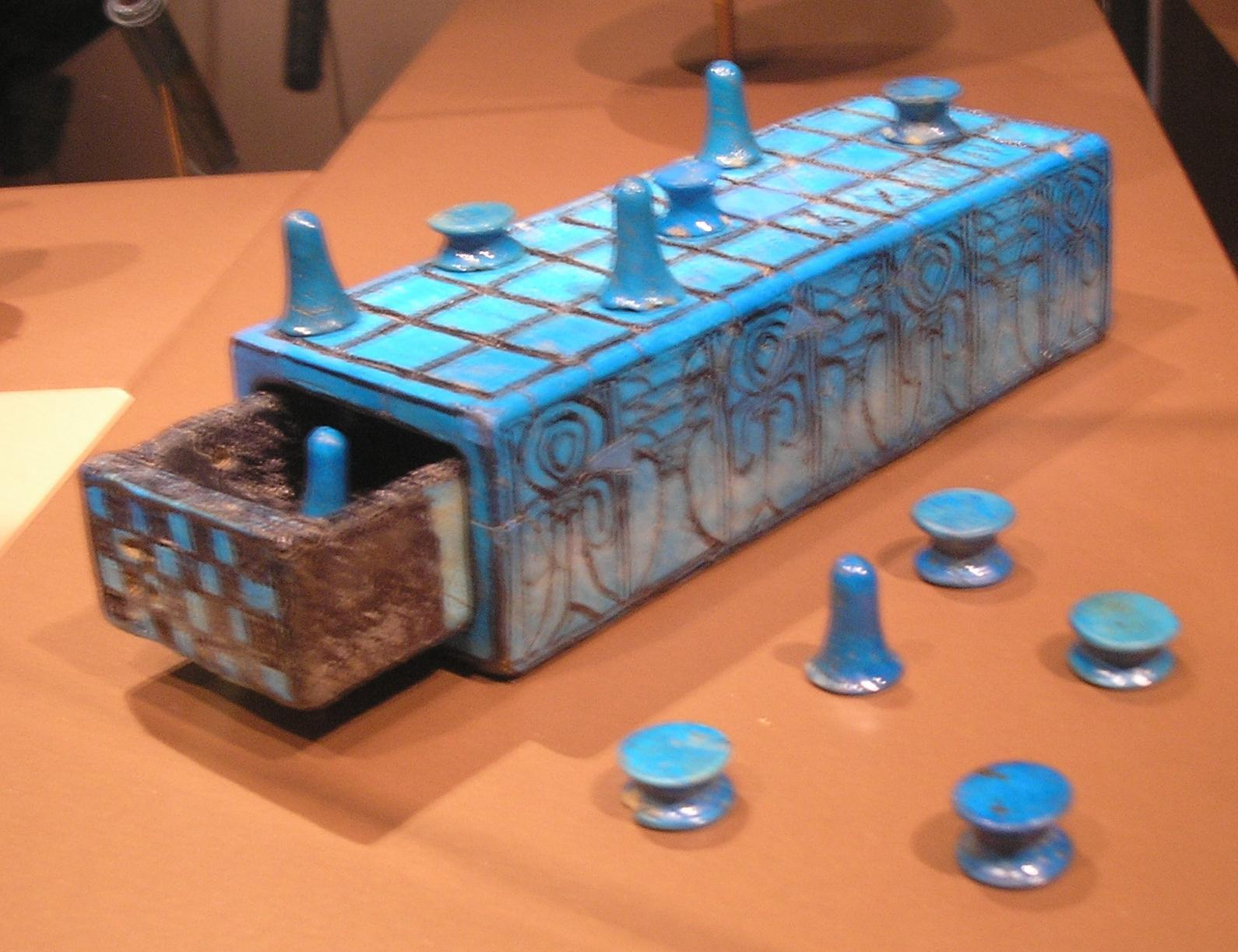
Szenettábla III. Amenhotep sírjából; ma a Brooklyni Múzeumban található

Szabályai nem maradtak fenn, többféle rekonstrukciójuk létezik. Timothy Kendall és R. C. Bell történészek két különböző lehetséges játékmenetet rekonstruáltak, a ma gyártott szenettáblákhoz többnyire ezek leírását mellékelik.
A különböző szenettáblák és velük kapcsolatos szövegek elemzése alapján megállapítható, hogy a játék hosszú története folyamán a cél mindig ugyanaz volt: eljutni az első mezőtől az utolsóig, a tábla nyújtott S alakú bejárásával.Egyes változatok szerint a bábukat felváltva (orsó-kúp-orsó stb.)a táblán 1.-től 10-ig kell elhelyezni.
Bár a régészek által megtalált szenettáblák közül mindegyiken van több vagy kevesebb ábrával díszített mező, csak az utolsó öt az, amelyik mindegyiken díszített. Az Ó- és Középbirodalom idején ezeket a vallással semmilyen kapcsolatban nem álló jelekkel és számokkal díszítették, sorrendben: jó, rossz, 3, 2, 1. A jó mezőre lépni szerencsét jelentett, a közvetlenül utána álló rossz mezőre lépni balszerencsét, az utolsó 3 mezőről pedig csak úgy lehetett eljutni a célba, hogy épp annyi számértékűt dobott a játékos, amennyi állt azon a mezőn.

## Aszenettörténete
Az első szenetre hasonlító táblákat predinasztikus és I. dinasztiabeli temetkezések feltárásakor találták. Ezek a legrégebbi táblás játékok, melyeket valaha is találtak, i. e. 3500, illetve 3100 környékéről. Több óbirodalmi sírban is ábrázolták a játékot falfestményeken, elsőként Dzsószer fáraó szakkarai írnokai elöljárójának, Heszirének a sírjában (i. e. kb. 2686). Ekkoriban még mindennapi jelenetek közt ábrázolták, a játék eleinte csak szórakozásnak számított, vallási jelentőségre később tett szert.
Az újbirodalom korára a szerencsének a játékban játszott nagy szerepe és az egyiptomiak determinisztikus felfogása miatt úgy hitték, a győztes a főbb istenek – Ré, Thot, esetleg Ozirisz – kegyében áll. A XVIII. dinasztia uralmának végére a tábla már az alvilágot jelképezte, melyen az elhunytnak át kellett haladnia. Emiatt a játéktáblát gyakran tették sírokba, hogy segítse a holtat az alvilágban tett útján. A szenetet a Halottak Könyve is említi, 17. fejezetében. Ekkoriban már készültek olyan szenettáblák, melyekre a sírkellékeknél szokásos szövegeket írták, jelezve, hogy ezek már nem mindennapi használatra készültek, hanem temetkezési kellékként.

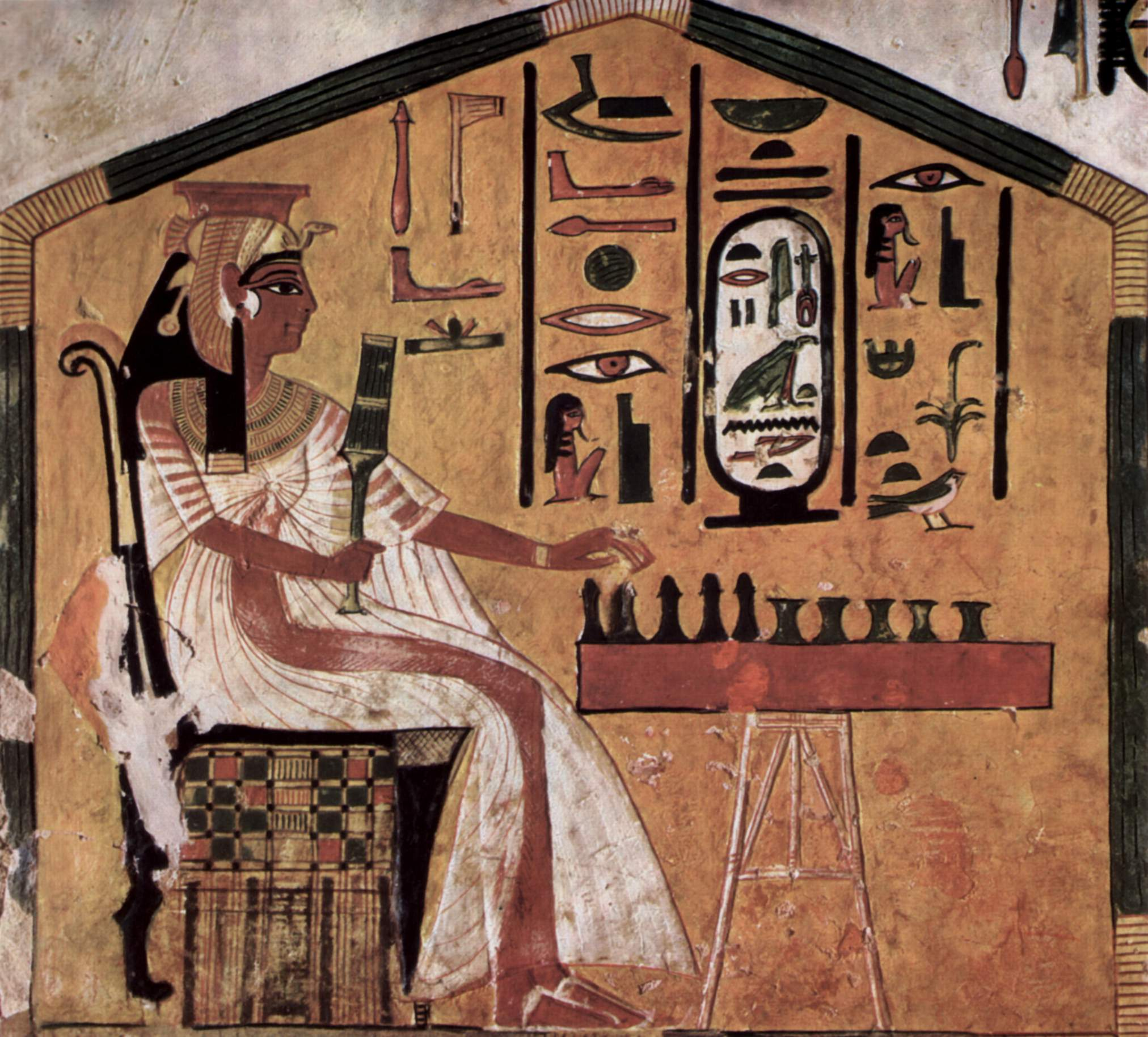
Nofertari szenetet játszik. Falfestmény a királyné sírjából

Ugyanebben az időben a szenetnek a sírbeli ábrázolásai is megváltoztak, immár nem hétköznapi jelenetek ábrázolásai között bukkannak fel, hanem kifejezetten vallási szövegekkel körülvéve. A feliratok szerint az elhunyt egy láthatatlan ellenfél, saját lelke ellen játszik. Ezért látni több falfestményen is, hogy valaki látszólag egymaga játszik.
Hatsepszut idején a dekoráció is tovább alakult, az utolsó mezők ábrázolásai változni kezdtek, és végül teljes mértékben vallási jellegűvé váltak. A rossz mezőt víz ábrázolásával jelölték, a 3, 2, 1 számok helyett pedig három madár, két, majd egy férfi jele volt látható. I. Széthi idejére az emberalakokat isteneké váltotta fel. A XX. dinasztia idején már több szenettáblának minden egyes mezőjét vallási jellegű díszítéssel látták el. A játékot leíró vallásos szövegekben a játékos egyes szám első személyben meséli el bábui mozgását a mezőkön keresztül.
Újbirodalmi szenettáblákon az első mezőn Thot isten látható, aki a túlvilághit szerint bejelenti az elhunyt érkezését az alvilágba. A 12. mezőn az Orion csillagkép látható, ami Oziriszt, az alvilág urát jelképezte. A 15. mezőn – a tábla közepén – béka volt látható, az újjászületés jelképe. Aki erre a mezőre lépett, az újra dobhatott. A 16. mező, a „hálók háza” azonban csapdát jelentett, egy dobásból kiesett, aki erre lépett. A 26. mező, a „megfiatalodás háza” ismét újabb dobást jelentett (a „megfiatalodás” jelenthette a holttestek bebalzsamozását, mellyel felkészítették őket az örök életre), a 27. a káosz vizeit – ez volt a legrosszabb, aki ide lépett, annak le kellett vennie bábuját a tábláról. Az utolsó, 30. mezőn a felkelő nap, Ré-Harahti képe volt látható. Aki minden bábujával átjutott ezen a mezőn, csatlakozhatott a napistenhez és örök életet nyert.
Abból, hogy a XXV. dinasztia korából fennmaradt egy szenettábla a karnaki Ámon-templom kikötőjének egyik rámpájába vésve, arra következtethetünk, hogy amellett, hogy fontos rituális jelentőséggel bírt, a szenet megmaradt népszerű mindennapi szórakozásnak is.
A játék elterjedt az ókori világ más tájain is (Ciprus, Levante), de itt nem bírt ekkora vallási jelentőséggel.

## Külső hivatkozások
- Online változat egy lehetséges rekonstruált játékmenet alapján a British Museum honlapján
- Letölthető ókori játékok Windowsra